# Knooppunt Oud-Dijk
Het Knooppunt Oud-Dijk is een verkeersknooppunt gelegen op het grondgebied van de Nederlandse gemeente Zevenaar voor de aansluiting van de autosnelwegen A12 en A18, nabij Oud-Dijk.
Het onvolledige trompetknooppunt is geopend in 1974. Door een gemeentelijke grenscorrectie in 2005 is het knooppunt overgedragen van de voormalige gemeente Didam (nu Montferland) naar de gemeente Zevenaar. Alleen het verkeer dat vanuit Arnhem komt kan de A18 op. Verkeer dat vanuit Oberhausen komt kan niet rechtstreeks naar de A18. Vanaf Doetinchem kan ook niet rechtstreeks naar Oberhausen worden gereden. Voor deze relaties is wel ruimte gereserveerd. Tot die tijd zal het verkeer uit de richting van Doetinchem afrit 1 (Didam) moeten nemen om vervolgens bij afrit 30 (Beek) op de A12 te komen.

## Richtingen knooppunt
| Aansluitende wegen                           | Aansluitende wegen | Aansluitende wegen | Aansluitende wegen | Aansluitende wegen                                           |
| -------------------------------------------- | ------------------ | ------------------ | ------------------ | ------------------------------------------------------------ |
| richting Arnhem / Utrecht / Gouda / Den Haag |                    |                    |                    | richting Doetinchem / Lichtenvoorde / Haaksbergen / Enschede |
|                                              |                    |                    |                    |                                                              |
|                                              |                    |                    |                    |                                                              |
|                                              |                    |                    |                    |                                                              |
|                                              |                    |                    |                    | richting Beek / 's-Heerenberg / Emmerik (D) / Oberhausen (D) |

Almere · Amstel · Arnestein · Assen · Azelo · Badhoevedorp · Bankhoef · Batadorp · Beekbergen · Benelux · Beverwijk · Bodegraven ·  Boterdiep ·  Buren · Burgerveen · Coenplein · De Baars · De Hoek · De Hogt · De Nieuwe Meer · De Poel · De Punt · De Stok · Deil · Diemen · Drachten · Drie Klauwen · Eemnes · Ekkersweijer · Emmeloord · Empel · Euvelgunne · Everdingen · Ewijk · Galder · Gooimeer · Gorinchem · Gouwe · Grijsoord · Hattemerbroek · Heerenveen · Hellegatsplein · Het Vonderen · Hintham · Hoevelaken · Hofvliet · Holendrecht · Holsloot · Hoogeveen · Hooipolder · IJmuiden (niet officieel) · Joure · Julianaplein · Kerensheide · Kethelplein · Klaverpolder · Kleinpolderplein · Kooimeer · Kruisdonk · Kunderberg · Lankhorst · Leenderheide · Lunetten · Maanderbroek · Markiezaat · Muiderberg · Neerbosch · Noordhoek · Ommedijk · Oud-Dijk · Oudenrijn · Paalgraven · Princeville · Prins Clausplein · Raasdorp ·  Reitdiep ·  Ressen · Ridderkerk · Rijkevoort · Rijnsweerd · Rottepolderplein · Rozenburg · Sabina · Sint-Annabosch · Stelleplas · Slufter · Ten Esschen · Terbregseplein · Tiglia · Vaanplein · Valburg · Velperbroek · Velsen · Vlaardingen · Vught · Waterberg · Watergraafsmeer · Werpsterhoek · Westerlee · Ypenburg · Zaandam · Zaarderheiken · Zonzeel · Zoomland · Zuidbroek · Zurich

Geplande knooppunten:
De Liemers · Zestienhoven

Voormalige knooppunten:
Bocholtz · Ekkersrijt · Europaplein (Groningen) · Europaplein (Maastricht) · Lindenholt